# Гримм, Ханс
Ханс Эмиль Вильгельм Гримм (нем. Hans Emil Wilhelm Grimm; 22 марта 1875, Висбаден — 27 сентября 1959, Липпольдсберг) — немецкий писатель и публицист. Название его романа «Народ без пространства» в нацистской Германии стало лозунгом, оправдывавшим его экспансионистскую политику.

## Биография
Ханс Гримм — сын историка права, преподавателя высшей школы и депутата ландтага Юлиуса Гримма (1821—1911). Карл Гримм (1826—1893), юрист и депутат рейхстага, приходился Хансу Гримму дядей. В результате несчастного случая в детстве Ханс Гримм повредил зрение и рос пугливым и замкнутым ребёнком. Его литературные способности проявились достаточно рано: уже в 12 лет он написал драматическое произведение о Робин Гуде. Окончив школу в 1894 году, Ханс Гримм поступил в Лозаннский университет, где изучал литературоведение. Спустя год по настоянию отца он прервал обучение в Лозанне. В 1895 году Ханс Гримм продолжил образование в Лондоне, где изучал внешнюю торговлю. По окончании учёбы был принят на работу в германскую торговую фирму в южноафриканском Порт-Элизабет. С 1901 года Ханс Гримм стал индивидуальным предпринимателем и портовым агентом в Ист-Лондон, а также управлял фермой.
В 1910 году Ханс Гримм вернулся из Африки и занялся журналистикой, посвятив себя новостям из германской колонии
Германская Юго-Западная Африка. В этих его статьях впервые появляется впоследствии прославившее его выражение «жизненное пространство». В Германии Гримм также изучал государственные науки в Мюнхенском и Гамбургском университетах, затем посвятил себя литературной деятельности. В 1913 году увидели свет его «Южноафриканские новеллы», написанные на основе личного опыта проживания в Германской Африке и отразившие его расистские взгляды в отношении местного населения.
В Первую мировую Ханс Гримм служил солдатом на Западном фронте, позднее был переведён в переводчики. В 1917 году по заданию высшего командования германской армии Гримм написал книгу «Нефтеискатели из Дуалы», пропагандировавшую колониальные амбиции Германской империи и её правящих кругов, и впоследствии был принят на службу пропагандистом. В его задачи входило «убеждать прессу нейтральных зарубежных стран в невиновности Германии в развязывании войны». По окончании войны Гримм поселился в Липпольдсберге, где приобрёл помещичий дом и продолжил литературную деятельность. Как и многие политики и интеллектуалы Германии националистского толка, он глубоко переживал позорное, на его взгляд, поражение Германии в войне и утрату колоний и критически относился к провозглашённой Веймарской республике.
В 1920 году Гримм приступил к работе над романом «Народ без пространства», прославившим его в 1926 году. В романе Гримм ратовал за обретение жизненного пространства, которое должно было стать стратегией в решении экономических и политических проблем германской республики. Роман Ханса Гримма «Народ без пространства» стал одним из наиболее продаваемых в период Веймарской республики, его заглавие быстро превратилось в крылатую фразу. Лозунг «Народ без пространства» удобно сводил причины всех социальных и экономических проблем Германии к некому дефициту пространства. Роман Гримма стал рупором идеи так называемой «коллективной клаустрофобии», вскоре подхваченной национал-социалистами и практически оформленной в так называемый генеральный план Ост. Ханс Гримм был одним из любимых писателей Адольфа Гитлера. Сам же Гримм в духе классического колониализма кайзеровской Германии имел в виду новое пространство для немцев не в Европе, а на других континентах и писал о том, что немцу требуется пространство и солнце над головой.
Ханс Гримм симпатизировал национал-социалистам с 1923 года, открыто призывал голосовать за Гитлера в Göttinger Tageblatt на выборах 1932 года, но никогда не состоял в НСДАП. После прихода национал-социалистов к власти в 1933 году в одном ряду с другими обласканными национал-социалистами писателями был назначен сенатором Прусской академии поэзии.
После войны в советской зоне оккупации Германии сочинения Ханса Гримма были запрещены и включены в список изъятой литературы.
В 1951 году основал в Липпольдсберге издательство «Klosterhaus Verlag». На федеральных выборах 1953 года баллотировался по списку Немецкой имперской партии.

## Сочинения
- Südafrikanische Novellen. Langen/Müller, Frankfurt am Main 1913
- Der Leutnant und der Hottentott und andere afrikanische Erzählungen. Deutsche Hausbücherei, Hamburg 1913
- Der Ölsucher von Duala. Ein Tagebuch. Ullstein, Berlin 1918
- Die Olewagen-Saga, Albert Langen, München 1918
- Volk ohne Raum. Albert Langen, München 1926
- Die dreizehn Briefe aus Deutsch-Südwest-Afrika. Albert Langen, München 1928
- Das deutsche Südwester-Buch Albert Langen, München 1929
- Der Schriftsteller und die Zeit. Bekenntnis. Albert Langen, München 1931
- Die Geschichte vom alten Blute und von der ungeheueren Verlassenheit. Deutsche Buch-Gemeinschaft, Berlin 1931
- Was wir suchen, ist alles. Drei Novellen. Berlin 1933
- Lüderitzland. Sieben Begebenheiten. München 1933
- Englische Rede. Wie ich den Engländer sehe. C. Bertelsmann, Gütersloh 1938
- Rußlanddeutsche und Donaudeutsche als Volksgruppen unterschiedlicher Fruchtbarkeit. In: DArchLandesVolksforschung 4, 1940
- Die Erzbischofschrift. Antwort eines Deutschen. Plesse Verlag, Göttingen 1950
- Leben in Erwartung. Meine Jugend. Klosterhaus-Verlag, Lippoldsberg 1954
- Warum, woher, aber wohin? Klosterhaus-Verlag, Lippoldsberg 1954
- Suchen und Hoffen. Klosterhaus-Verlag, Lippoldsberg 1960
- Die Thomas Mann Schrift. Klosterhaus-Verlag, Lippoldsberg 1972